# Pedro Paulet
Pedro Eleodoro Paulet Mostajo (Arequipa, Perú, 2 de juliol de 1874 - Buenos Aires, Argentina, 30 de gener de 1945), va ser un enginyer peruà considerat com un dels pioners de la astronàutica i de l'era espacial, pioner del motor a propulsió amb combustible líquid.

## Biografia
Paulet va néixer al districte de Tiabaya situat a la ciutat d'Arequipa, al Perú, el 2 de juliol de 1874, en una família formada per Pedro Paulet i Antonina Mostajo i Quiroz. Va ser sempre un estudiant actiu, interessat per a la ciència i apassionat per l'art. Des de nen va mostrar un gran interès per viatjar a l'espai, després de llegir "De la Terra a la Lluna" (1865), de Jules Verne. Als 19 anys, va rebre una beca de govern peruà en reconeixement de la seva excel·lència acadèmica, la qual cosa li va permetre viatjar a Europa a cursar estudis d'enginyeria. Va anar llavors a París, on va estudiar a la Sorbona enginyeria i arquitectura i es va graduar a l'Institut de Química Aplicada, obtenint amb la més alta distinció el títol d'Enginyer químic.
A finals de segle xix, va inventar allà el motor-coet espacial de combustible líquid. El major coneixedor de la ciència dels explosius, Marcelin Berthelot, el seu professor, li va aconsellar provar amb les panclastites, explosius recentment inventats per Eugène Turpin. Pedro Paulet va concloure que el peròxid de nitrogen i la gasolina que el componien eren els propelents ideals per al seu motor.
El 1902, sent cònsol peruà a Anvers, Bèlgica, va dissenyar l'Avió Torpedo, el primer antecedent d'una nau impulsada per coets. L'any següent, el 1903, els germans Wright van fer volar un aeroplà. Paulet va tornar a Perú el 1905, convençut que la seva nau era millor. Però es van imposar els avions d'hèlix, als quals ell considerava pobres cometes. Va tornar a Europa el 1911, a la recerca de l'ambient propici per al seu invent.
El 1927, el nord-americà Charles Lindbergh va aconseguir volar de Nova York a París en trenta-tres hores i mitja. L'austríac Max Valier, en el seu article "De Berlín a Nova York en una hora", va proposar un projecte d'una nau empesa per coets de combustible líquid per batre aquest rècord. A continuació, el peruà Paulet va difondre en alemany una carta, publicada el 7 d'octubre de 1927 en el diari peruà El Comercio, en què assegurava que tres dècades abans havia dissenyat un avió-coet superior i estava buscant els fons per fabricar-lo. Paulet pensava que la seva nau era superior a la de Valier perquè tenia una ala delta pivotant amb diversos motors-coet a la base. Amb la punta cap amunt, s'enlairaria verticalment. Al girar l'ala, es desplaçaria en forma horitzontal. De nou en posició vertical, el descens seria còmode. La de Valier, que no tenia alguna cosa així, obligaria als seus ocupants a donar voltes per tornar a la Terra.
Però el plat de fons era el seu motor de combustible líquid. El romanès-alemany Hermann Oberth havia deixat clar, en el seu llibre "Els coets cap a l'espai interplanetari" (1923), que els viatges a l'espai serien possibles amb motors d'aquesta classe. La carta de Paulet va arribar quan els alemanys buscaven desenvolupar-ne un.
Paulet va seguir buscant que el Perú financés la seva nau. Fins i tot va proposar a Buenos Aires la creació d'una indústria aeronàutica sud-americana (1944). Va morir el 1945, mesos abans que les forces nord-americanes capturessin a Von Braun, Rudolph i altres, que després construirien per a la NASA el Saturn V, part del programa Apollo, que posaria a l'home a la Lluna el 1969.
Va ser el científic Wernher von Braun qui va reconèixer que amb el seu esforç el peruà Pedro Paulet va ajudar a que l'home arribés a la Lluna, i en el llibre que el mateix von Braun va escriure conjuntament amb Ordway - "Història Mundial de l'Astronàutica" - recorda que Pedro Paulet, a París, entre 1895 i 1897 va experimentar amb el seu petit motor de dos quilos i mig de pes, aconseguint un centenar de quilograms de força, i afegeix "per aquest fet, Paulet havia de ser considerat com el pioner del motor a propulsió amb combustible líquid".
Pedro Paulet també va participar en la reconstrucció nacional del Perú. En el seu honor el 2 de juliol se celebra al Perú el "Dia de la Tecnologia Aeroespacial". Part de les seves obres es poden veure al Museu de l'Aviació de Lima, al Perú.